# Katharina von Helmolt
Katharina von Helmolt ist eine deutsche Linguistin und Kommunikationswissenschaftlerin. Sie ist Professorin an der Hochschule für angewandte Wissenschaften München.
Sie promovierte 1994 an der Universität Eichstätt mit der Dissertation Kommunikation in internationalen Arbeitsgruppen. Eine Fallstudie über divergierende Konventionen der Modalitätskonstituierung, die 1997 in München erschien.
Von 1993 bis 2000 war Katharina von Helmolt im Human Resource Management in der Automobil- und Finanzdienstleistungsbranche tätig. Anschließend wurde sie als Professorin an die Westsächsische Hochschule Zwickau berufen, wo sie auf dem Gebiet Interkulturelles Training mit dem Schwerpunkt romanischer Kulturraum und International Business Administration lehrte. Seit 2007 ist Katharina von Helmolt Professorin an der Hochschule für angewandte Wissenschaften München und dort an der Fakultät für Studium Generale und interdisziplinäre Studien tätig. Ihr Lehrgebiet ist Interkulturelle Kommunikation und Kooperation.

## Werke (Auswahl)
- Katharina von Helmolt: Perspektivenreflexives Sprechen über Interkulturalität. In: Interculture Journal 15/26 (2016): (Inter-)Kulturalität neu denken!, S. 33–42. http://www.interculture-journal.com/index.php/icj/article/view/293/359
- Katharina von Helmolt, Daniel Ittstein (Hrsg.): Digitalisierung und (Inter-)Kulturalität. Formen, Wirkung und Wandel von Kultur in der digitalisierten Welt. Ibidem, Stuttgart 2018.

- Friederike Barié-Wimmer, Katharina von Helmolt, Bernhard Zimmermann (Hrsg.): Interkulturelle Arbeitskontexte. Beiträge zur empirischen Forschung. Ibidem, Stuttgart 2014.

- Katharina von Helmolt, Gabriele Berkenbusch, Wenjian Jia (Hrsg.): Interkulturelle Lernsettings. Konzepte – Formate – Verfahren. Ibidem, Stuttgart 2013.